# Neomaorina palpalis
Neomaorina palpalis är en tvåvingeart som först beskrevs av Malloch 1930.  Neomaorina palpalis ingår i släktet Neomaorina och familjen prickflugor. Inga underarter finns listade i Catalogue of Life.